# Camptothecium naumannii
Camptothecium naumannii là một loài rêu trong họ Brachytheciaceae. Loài này được Warnst. mô tả khoa học đầu tiên năm 1915.